# Matemáticas en la esfera del reloj
Dada una esfera de reloj y el movimiento de las agujas, se plantean distintos problemas matemáticos, dado el carácter cíclico de este movimiento y las distintas velocidades a que cada una de las manecillas se mueve.

## Movimiento de las manecillas
Dado el movimiento circular a distintas velocidades de las manecillas del reloj, hay múltiples relaciones matemáticas fundadas en esta situación, que están relacionadas con la cinemática, movimiento angular y aritmética modular.

### Cuando las manecillas coinciden
Uno de los típicos de la esfera del reloj es:
A las doce las dos manecillas coinciden en la misma posición, ¿a que otra hora vuelven a coincidir?
Partiendo de las doce en punto, la manecilla horaria avanza a velocidad angular constante, empleando 12 horas en dar una vuelta completa. Desde esa misma posición el minutero avanza también a velocidad angular constante y empleando una hora en dar una vuelta constante.
|                    |           |
| Manecilla horaria. | Minutero. |
Los ángulos los mediremos en grados sexagesimales, y el tiempo en horas, en las expresiones:
{\displaystyle v_{1}={\cfrac {360^{\circ }}{12h}}=velocidad\;de\;la\;manecilla\;horaria.}
{\displaystyle v_{2}={\cfrac {360^{\circ }}{1h}}=velocidad\;del\;minutero.}
{\displaystyle e_{1}={\acute {a}}ngulo\;recorrido\;por\;la\;manecilla\;horaria.}
{\displaystyle e_{2}={\acute {a}}ngulo\;recorrido\;por\;el\;minutero.}
Con lo que tenemos:
{\displaystyle \left\{{\begin{array}{l}e_{1}=v_{1}\cdot t\\e_{2}=v_{2}\cdot t\\e_{2}=e_{1}+360^{\circ }\cdot n\end{array}}\right.}
Donde t es el tiempo en horas y n en número de veces que el minutero pasa por las 12.
{\displaystyle v_{2}\cdot t=v_{1}\cdot t+360^{\circ }\cdot n}
{\displaystyle v_{2}\cdot t-v_{1}\cdot t=360^{\circ }\cdot n}
{\displaystyle (v_{2}-v_{1})\cdot t=360^{\circ }\cdot n}
{\displaystyle t={\cfrac {360^{\circ }\cdot n}{v_{2}-v_{1}}}}
{\displaystyle t={\cfrac {360^{\circ }\cdot n}{{\cfrac {360^{\circ }}{1h}}-{\cfrac {360^{\circ }}{12h}}}}}
{\displaystyle t={\cfrac {360^{\circ }\cdot n}{{\cfrac {360^{\circ }\cdot 12}{12h}}-{\cfrac {360^{\circ }}{12h}}}}}
{\displaystyle t={\cfrac {360^{\circ }\cdot n}{\cfrac {360^{\circ }\cdot 12-360^{\circ }}{12h}}}}
{\displaystyle t={\cfrac {360^{\circ }\cdot n}{\cfrac {360^{\circ }\cdot (12-1)}{12h}}}}
{\displaystyle t={\cfrac {360^{\circ }\cdot n\cdot 12h}{360^{\circ }\cdot 11}}}
{\displaystyle t={\cfrac {n\cdot 12h}{11}}}
Esta expresión da los siguientes resultados:
{\displaystyle \left\{{\begin{array}{lrclrclrrr}n=&0&\longrightarrow &t={\cfrac {0\cdot 12h}{11}}=&0,00h&\longrightarrow &t=&0h\\n=&1&\longrightarrow &t={\cfrac {1\cdot 12h}{11}}=&1,{\overline {09}}h&\longrightarrow &t=&1h&5m&27,{\overline {27}}s\\n=&2&\longrightarrow &t={\cfrac {2\cdot 12h}{11}}=&2,{\overline {18}}h&\longrightarrow &t=&2h&10m&54,{\overline {54}}s\\n=&3&\longrightarrow &t={\cfrac {3\cdot 12h}{11}}=&3,{\overline {27}}h&\longrightarrow &t=&3h&16m&21,{\overline {81}}s\\n=&4&\longrightarrow &t={\cfrac {4\cdot 12h}{11}}=&4,{\overline {36}}h&\longrightarrow &t=&4h&21m&49,{\overline {09}}s\\n=&5&\longrightarrow &t={\cfrac {5\cdot 12h}{11}}=&5,{\overline {45}}h&\longrightarrow &t=&5h&27m&16,{\overline {36}}s\\n=&6&\longrightarrow &t={\cfrac {6\cdot 12h}{11}}=&6,{\overline {54}}h&\longrightarrow &t=&6h&32m&43,{\overline {63}}s\\n=&7&\longrightarrow &t={\cfrac {7\cdot 12h}{11}}=&7,{\overline {63}}h&\longrightarrow &t=&7h&38m&10,{\overline {90}}s\\n=&8&\longrightarrow &t={\cfrac {8\cdot 12h}{11}}=&8,{\overline {72}}h&\longrightarrow &t=&8h&43m&38,{\overline {18}}s\\n=&9&\longrightarrow &t={\cfrac {9\cdot 12h}{11}}=&9,{\overline {81}}h&\longrightarrow &t=&9h&49m&5,{\overline {45}}s\\n=&10&\longrightarrow &t={\cfrac {10\cdot 12h}{11}}=&10,{\overline {90}}h&\longrightarrow &t=&10h&54m&32,{\overline {32}}s\\n=&11&\longrightarrow &t={\cfrac {11\cdot 12h}{11}}=&12,00h&\longrightarrow &t=&12h\end{array}}\right.}
La posición de las manecillas en la esfera del reloj se puede ver así:
|               |               |                |               |
| 0h            | 1h 5m 27,27s  | 2h 10m 54,54s  | 3h 16m 21,81s |
|               |               |                |               |
| 4h 21m 49,09s | 5h 27m 16,36s | 6h 32m 43,63s  | 7h 38m 10,90s |
|               |               |                |               |
| 8h 43m 38,18s | 9h 49m 5,45s  | 10h 54m 32,32s | 12h           |

### Las manecillas opuestas
Es un caso parecido al anterior, pero en vez de buscar las horas en las que las manecillas coinciden, se trata de determinar las horas en las que las dos manecillas están en oposición, el texto del problema sería el siguiente
A qué hora las manecillas del reloj indican sentidos opuestos.
Una hora fácil son las seis en punto, la manecilla de las horas indica a las seis y la de los minutos a las doce, están en oposición, la cuestión es encontrar otras horas que cumplen esas condición.
Los ángulos los mediremos en grados sexagesimales, y el tiempo en horas, en las expresiones:
{\displaystyle v_{1}={\cfrac {360^{\circ }}{12h}}=velocidad\;de\;la\;manecilla\;horaria.}
{\displaystyle v_{2}={\cfrac {360^{\circ }}{1h}}=velocidad\;del\;minutero.}
{\displaystyle e_{1}={\acute {a}}ngulo\;recorrido\;por\;la\;manecilla\;horaria.}
{\displaystyle e_{2}={\acute {a}}ngulo\;recorrido\;por\;el\;minutero.}
Con lo que tenemos:
{\displaystyle \left.{\begin{array}{l}e_{1}=v_{1}\cdot t\\e_{2}=v_{2}\cdot t\\e_{2}=e_{1}+360^{\circ }\cdot n+180^{\circ }\end{array}}\right\}\quad \longrightarrow \quad v_{2}\cdot t=v_{1}\cdot t+360^{\circ }\cdot n+180^{\circ }}
Donde t es el tiempo en horas y n en número de veces que el minutero pasa por las doce.
Operando la ecuación tenemos por fin la siguiente expresión:
{\displaystyle t={\cfrac {12\cdot n+6}{11}}}
La posición de las manecillas sería así:
|               |                |                |                |
| 0h 32m 43,63s | 1h 38m 10,90s  | 2h 43m 38,18s  | 3h 49m 5,45s   |
|               |                |                |                |
| 4h 54m 32,72s | 6h             | 7h 5m 27,27s   | 8h 10m 54,54s  |
|               |                |                |                |
| 9h 16m 21,81s | 10h 21m 49,09s | 11h 27m 16,36s | 12h 32m 43,63s |

## Los números de la esfera
Dada la numeración de la esfera del reloj así como la distribución de estos números en la periferia del reloj se pueden ver algunas relaciones matemáticas o problemas relacionados con las matemáticas.

### La esfera rota en dos pedazos
El problema tiene el siguiente enunciado:
Al caerse un reloj su esfera se rompe en dos pedazos, dándose la circunstancia que la suma de los números que hay en cada trozo suman lo mismo. ¿Como son esos trozos?
Primero hay que saber cuanto suman todos los números de la esfera del reloj:
{\displaystyle S=1+2+\dots +12=\sum _{i=1}^{12}i={\cfrac {12-1}{2}}\cdot 12=78}
la suma de los números del reloj es 78, si se ha roto en dos partes y la suma de los números de cada una de las partes suman lo mismo, la suma de cada una de las partes es:
{\displaystyle P_{2}={\cfrac {S}{2}}={\cfrac {78}{2}}=39}
La solución son dos secuencias de los números del 1 al 12, sin repetición y los números de cada parte sumanran 39.
{\displaystyle {\begin{array}{cr}&4\\&5\\&6\\&7\\&8\\+&9\\\hline &39\end{array}}\quad {\begin{array}{cr}&10\\&11\\&12\\&1\\&2\\+&3\\\hline &39\end{array}}}

### La esfera rota en tres pedazos
En este caso el problema tiene el siguiente enunciado:
Al caerse un reloj su esfera se rompe en tres pedazos, dándose la circunstancia que la suma de los números que hay en cada trozo suman lo mismo. ¿Como son esos trozos?
Primero hay que saber cuanto suman todos los números de la esfera del reloj:
{\displaystyle S=78}
la suma de los números del reloj es 78, si se ha roto en tres partes y la suma de los números de cada una de las partes suman lo mismo, la suma de cada una de las partes es:
{\displaystyle P_{3}={\cfrac {S}{3}}={\cfrac {78}{3}}=26}
Los números de cada parte suman 26, y por lo tanto la solución son tres secuencias sin repetición de todos los números del 1 al 12 y que cada una de estas secuencias sume 26.
{\displaystyle {\begin{array}{cr}&11\\&12\\&1\\+&2\\\hline &26\end{array}}\quad {\begin{array}{cr}&5\\&6\\&7\\+&8\\\hline &26\end{array}}\quad {\begin{array}{cr}&3\\&4\\&9\\+&10\\\hline &26\end{array}}}
La división de los números del reloj en tres secuencias cada una de las cuales suma 26, como solución.

### Esfera de reloj rota
La cuestión general, a la vista de las dos secciones anteriores es de cuantas formas se puede romper la esfera de un reloj de forma que la suma de los números en cada uno de los pedazos sea la misma.
Si la suma de los números del reloj es 78, el número de partes tendrá que ser un divisor de este valor. Los divisores de 78 son:
{\displaystyle {\begin{array}{r|r}78&2\\39&3\\13&13\\1&\\\end{array}}}
{\displaystyle 78=2\cdot 3\cdot 13}
Luego los divisores de 78 son: 1, 2, 3, 6, 13, 26, 39, 78. Los valores mayores de 12 no sirven dado que no puede dividirse 12 números en más de 12 secuencias, luego las posibles soluciones son: 1, 2, 3 y 6.
Para 1 división, es un caso trivial, que indica que el número de fragmentos en los que se rompió la esfera del reloj es un único fragmento, esto es no se rompió, y por lo tanto queda una única secuencia que contiene todos los números y suma 78.
{\displaystyle P_{1}={\cfrac {S}{1}}={\cfrac {78}{1}}=78}
Para 2 divisiones, tenemos dos fragmentos y la suma de los números de cada fragmento es de 39, caso ya visto en sección anterior.
{\displaystyle P_{2}={\cfrac {S}{2}}={\cfrac {78}{2}}=39}
Para 3 divisiones, los números de cada uno de los fragmentos es de 26.
{\displaystyle P_{3}={\cfrac {S}{3}}={\cfrac {78}{3}}=26}
Para 6 divisiones, cada uno de los fragmentos tiene dos números que suman 13.
{\displaystyle P_{6}={\cfrac {S}{6}}={\cfrac {78}{6}}=13}
|  |  |  |  |
Las posibles soluciones tiene que ser un número divisor de 78 y menor o igual a 12, por lo tanto no existen más soluciones que las señaladas, si bien hay formas de romperse la esfera del reloj distintas de las señaladas, pero con el mismo resultado en cuanto a las partes y la suma en cada parte.